# Лунное затмение 31 января 2018 года

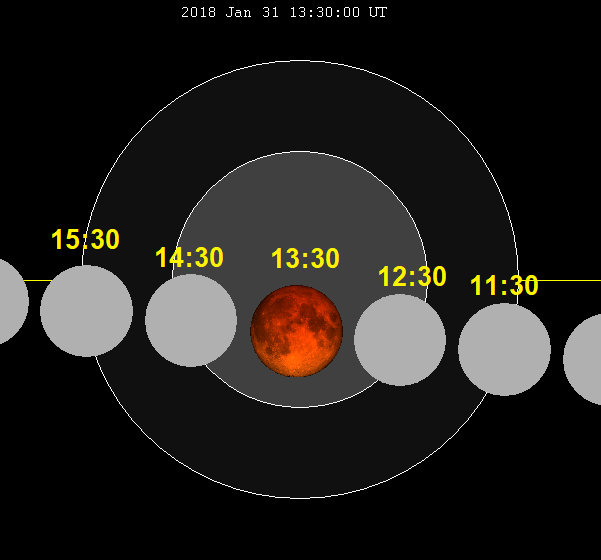
Лунное затмение

Анимация. Иллюстрация показывает приблизительный вид Луны, проходящей через тень Земли. Северная часть Луны находится ближе всего к центру тени, что делает её самой темной и красной на вид.

Лунное затмение 31 января 2018 года — первое полное лунное затмение в 2018 году.
Предыдущее полное лунное затмение произошло 28 сентября 2015 года, а следующее полное затмение пришлось на 27 июля 2018 года.

## Особенность
Особенность этого затмения — одновременно появились кровавая луна, голубая луна и суперлуние. Последний раз такое было 30 декабря 1982 года в восточном полушарии и 31 марта 1866 года в Северной Америке[значимость факта?].
Во время лунного затмения Луна попадает в земную тень. Вначале тень Земли слегка затемняет Луну, затем начинает «покрывать» часть Луны, окрашивая её в тёмно-красно-коричневый цвет (как правило, цвет может меняться в зависимости от атмосферных условий). Луна кажется красноватой из-за Рэлеевского рассеяния (то же явление, при котором закаты кажутся
красноватыми) и преломления этого света атмосферой Земли в её тень.
Так как Луна находилась на своей эллиптической орбите в её самой близкой точке к Земле, то наблюдаемый с Земли диаметр Луны был на 7 % больше (по площади больше на 14 %), чем средняя полная Луна. Таким образом, во время этого лунного затмения наблюдалось явление суперлуния — совпадение полнолуния или новолуния с перигеем — моментом наибольшего сближения Луны и Земли. Предыдущее лунное затмение, совпавшее с суперлунием, произошло в сентябре 2015 года.
Полнолуние 31 января 2018 года было вторым полнолунием в этом календарном месяце (в большинстве часовых поясов), подобное явление имеет термин «голубая луна».
В СМИ лунное затмение 31 января 2018 года получило наименование «суперлунная кровавая голубая Луна» (англ. super blue blood Moon).

## Время
Лунное затмение 31 января 2018 года началось в 10:51 и закончилось в 16:08 (UTC).
| Затмение                         | HST   | AKST  | PST   | MST   | CST   | EST   | UTC   | MSK   | IST   | ICT   | CST   | JST   | AEDT  | NZDT  |
| Пояс от UTC                      | −10 ч | −9 ч  | −8 ч  | −7 ч  | −6 ч  | −5 ч  | 0 ч   | +3 ч  | +5½ ч | +7 ч  | +8 ч  | +9 ч  | +11 ч | +13 ч |
| -------------------------------- | ----- | ----- | ----- | ----- | ----- | ----- | ----- | ----- | ----- | ----- | ----- | ----- | ----- | ----- |
| Начало затмения                  | 00:51 | 01:51 | 02:51 | 03:51 | 04:51 | 05:51 | 10:51 | 13:51 | —     | 17:51 | 18:51 | 19:51 | 21:51 | 23:51 |
| Частичное затмение начинается    | 01:48 | 02:48 | 03:48 | 04:48 | 05:48 | 06:48 | 11:48 | 14:48 | 17:18 | 18:48 | 19:48 | 20:48 | 22:48 | 00:48 |
| Полное затмение начинается       | 02:52 | 03:52 | 04:52 | 05:52 | 06:52 | —     | 12:52 | 15:52 | 18:22 | 19:52 | 20:52 | 21:52 | 23:52 | 01:52 |
| Середина затмения                | 03:30 | 04:30 | 05:30 | 06:30 | —     | —     | 13:30 | 16:30 | 19:00 | 20:30 | 21:30 | 22:30 | 00:30 | 02:30 |
| Полное затмение заканчивается    | 04:08 | 05:08 | 06:08 | 07:08 | —     | —     | 14:08 | 17:08 | 19:38 | 21:08 | 22:08 | 23:08 | 01:08 | 03:08 |
| Частичное затмение заканчивается | 05:11 | 06:11 | 07:11 | —     | —     | —     | 15:11 | 18:11 | 20:41 | 22:11 | 23:11 | 00:11 | 02:11 | 04:11 |
| Затмение заканчивается           | 06:08 | 07:08 | —     | —     | —     | —     | 16:08 | 19:08 | 21:38 | 23:08 | 00:08 | 01:08 | 03:08 | 05:08 |

## Видимость
Лунное затмение 31 января 2018 года можно было наблюдать в Тихом океане, Центральной и Восточной Азии (включая бо́льшую часть Сибири), Филиппинах, Индонезии, Новой Зеландии и бо́льшей части Австралии в вечернем небе. В Западной Азии, на Индийском субконтиненте, на Ближнем Востоке и в Восточной Европе затмение происходило во время восхода луны.
| Вид Земли с Луны | Карта видимости |

## Иллюстрации затмения

### Азия, Африка, Ближний Восток и Океания

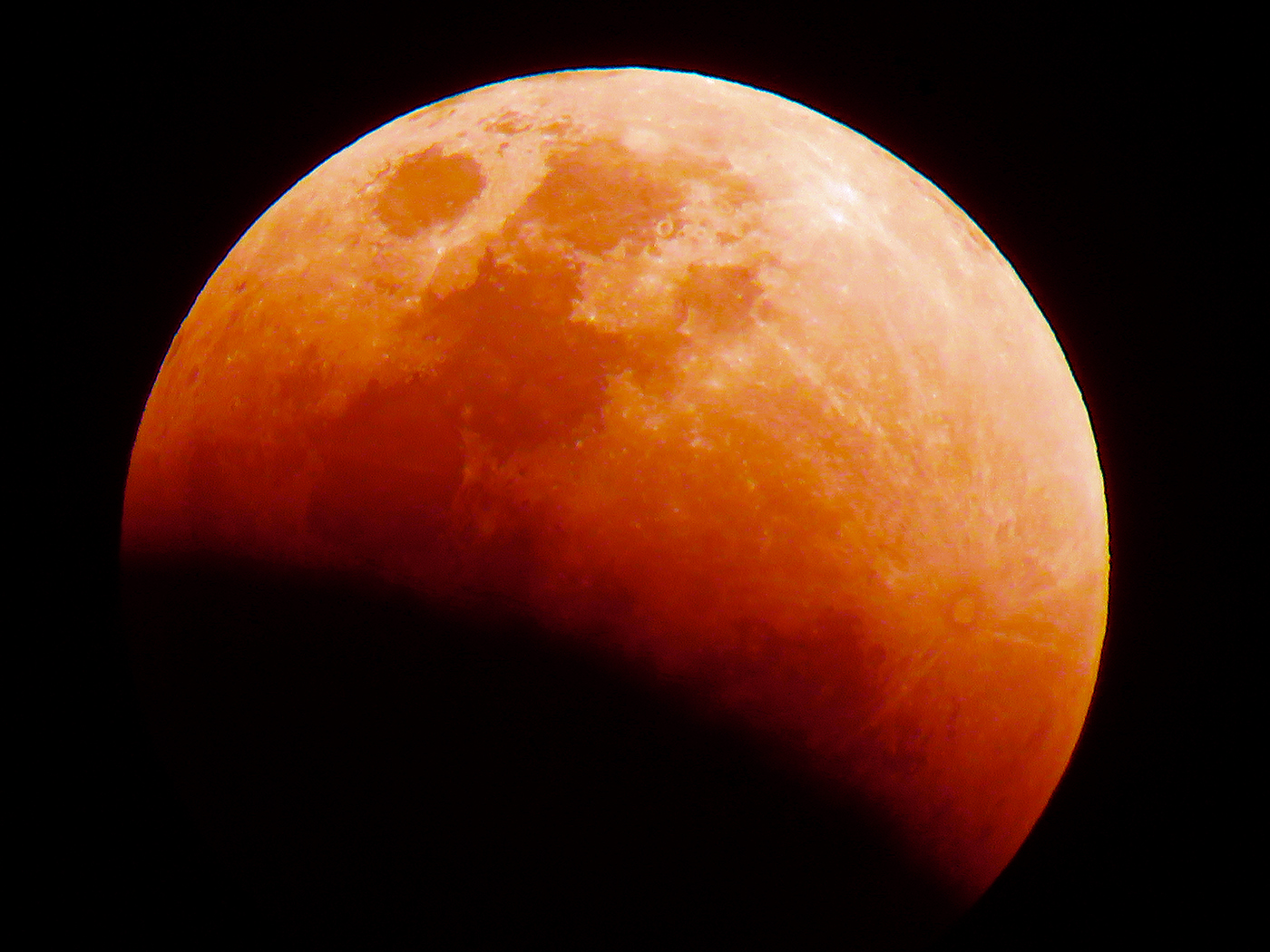
Илаган, Филиппины
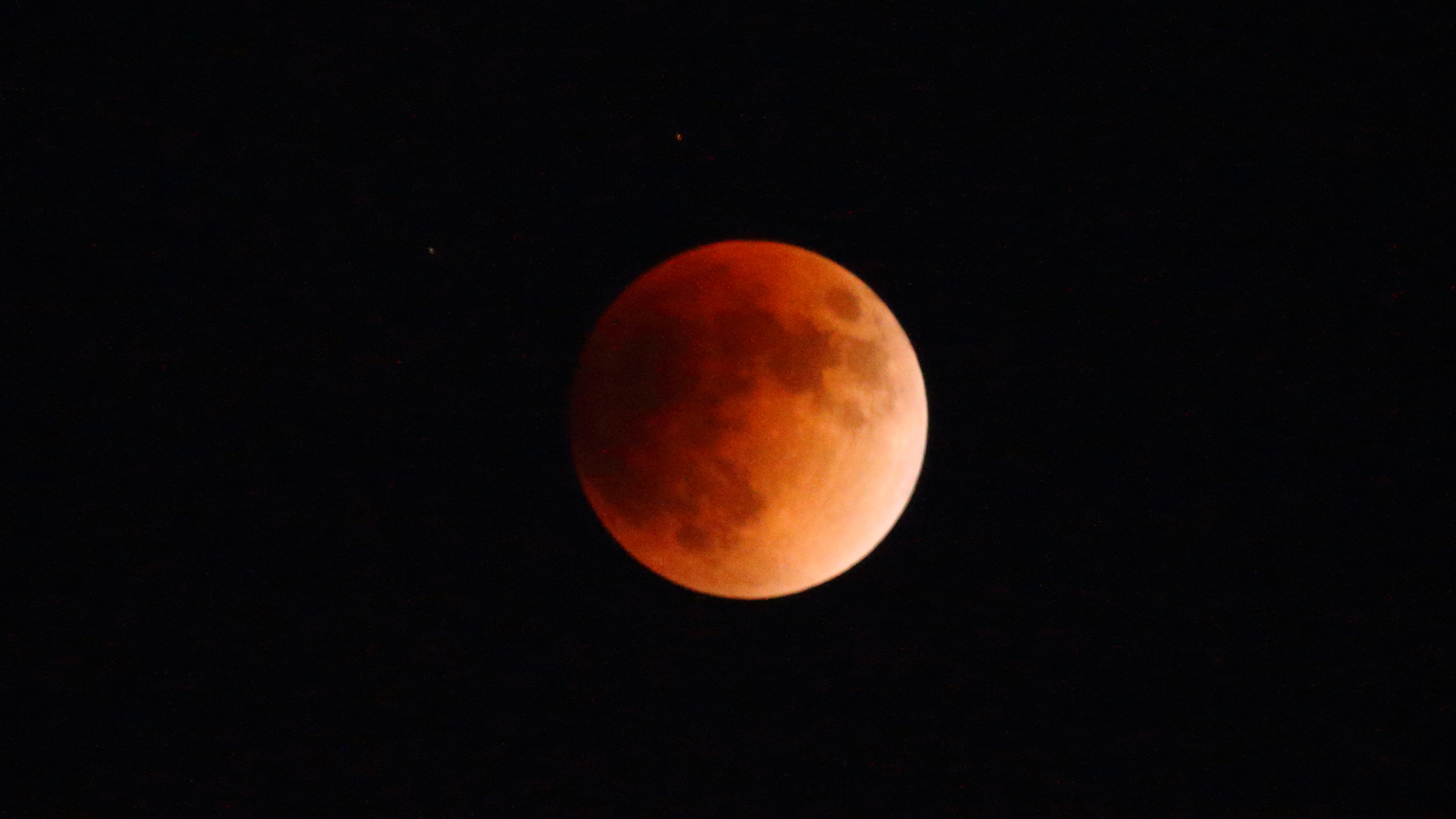
Синдзюку, Токио, 12:52 UTC
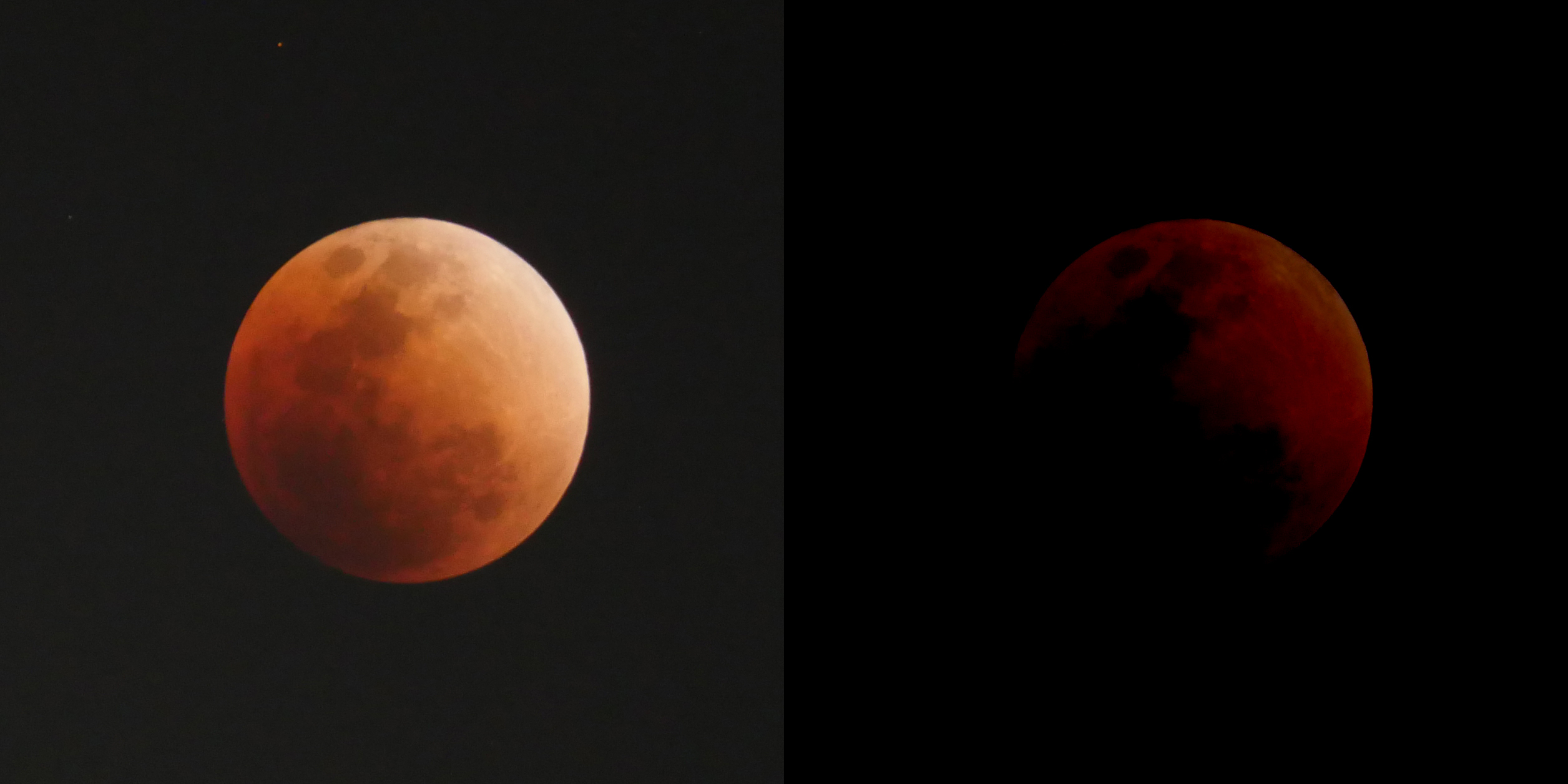
Чиангмай, Таиланд, 12:57 UTC
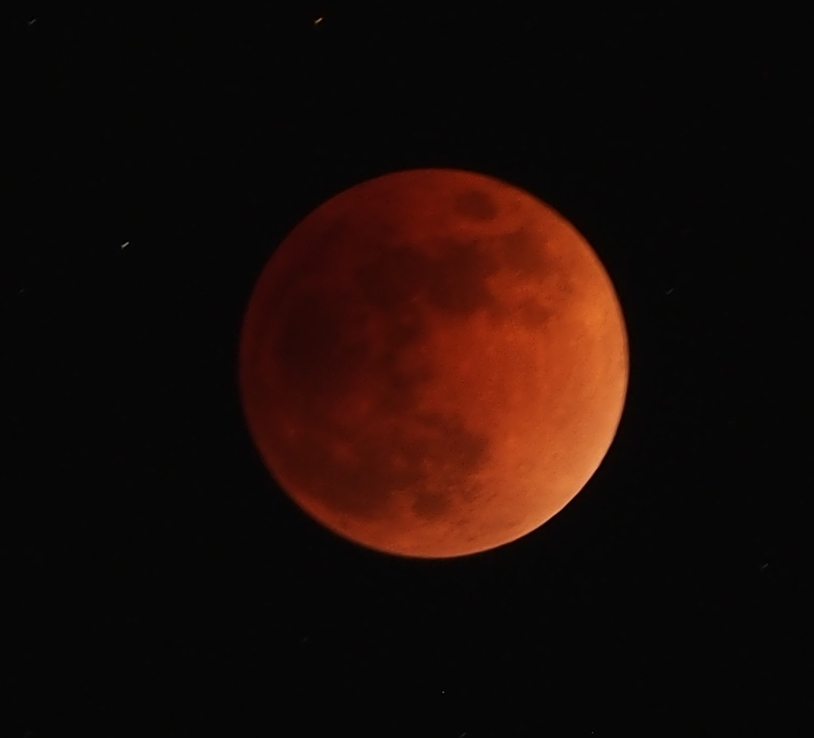
Тёфу, Токио, 13:22 UTC
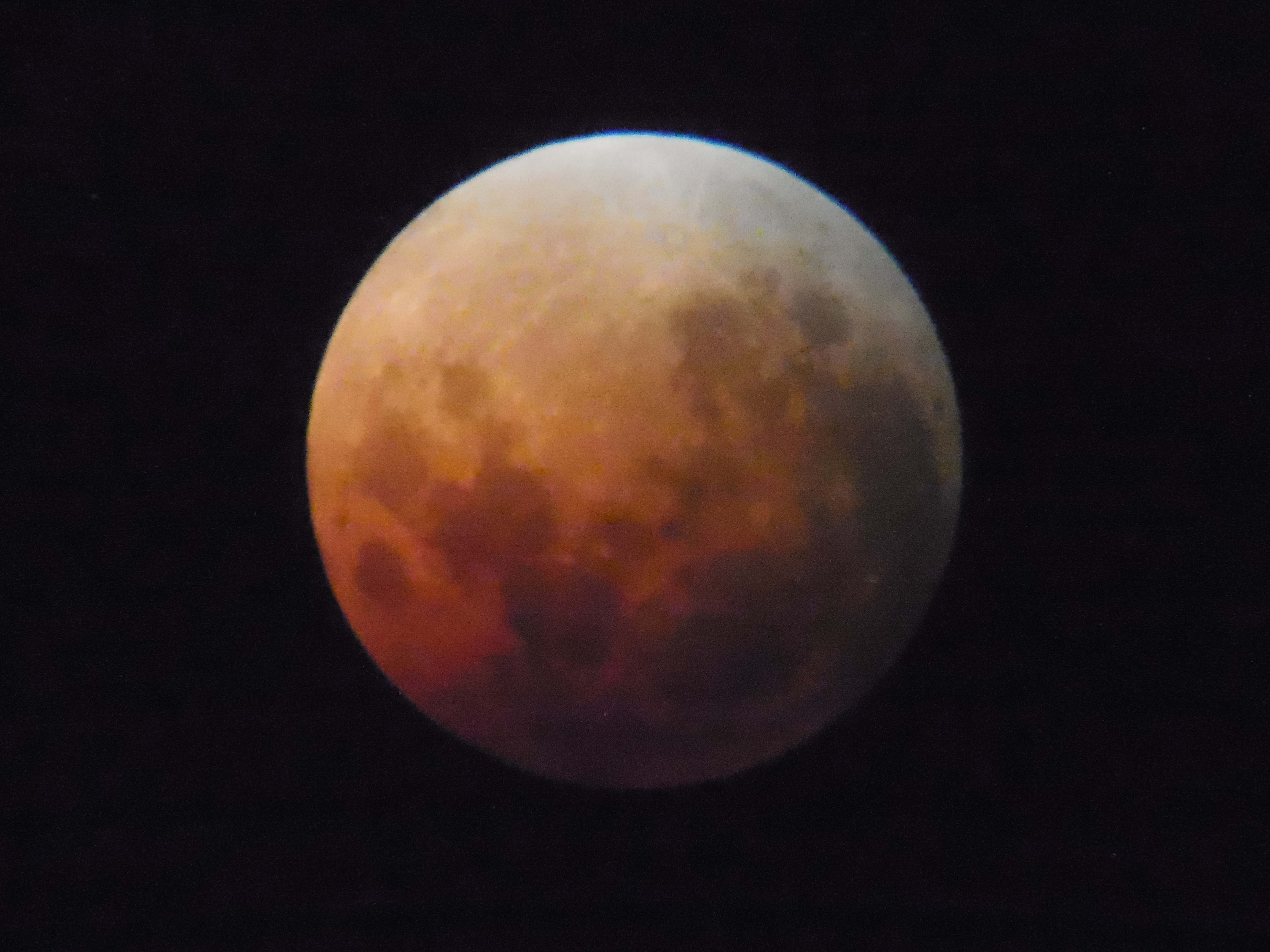
Челси, Виктория, Австралия, 13:44 UTC
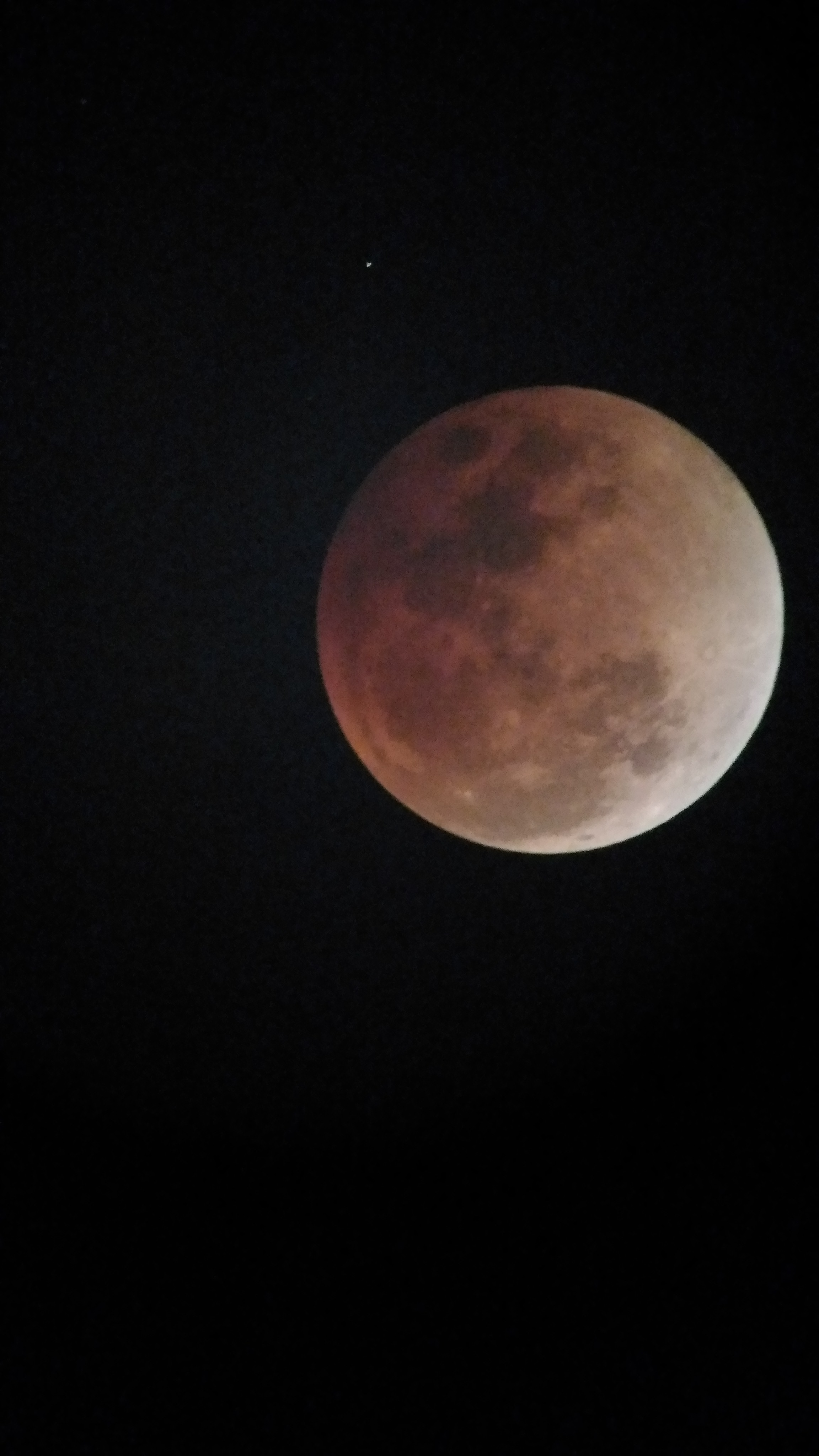
Гуанчжоу, КНР, 13:50 UTC
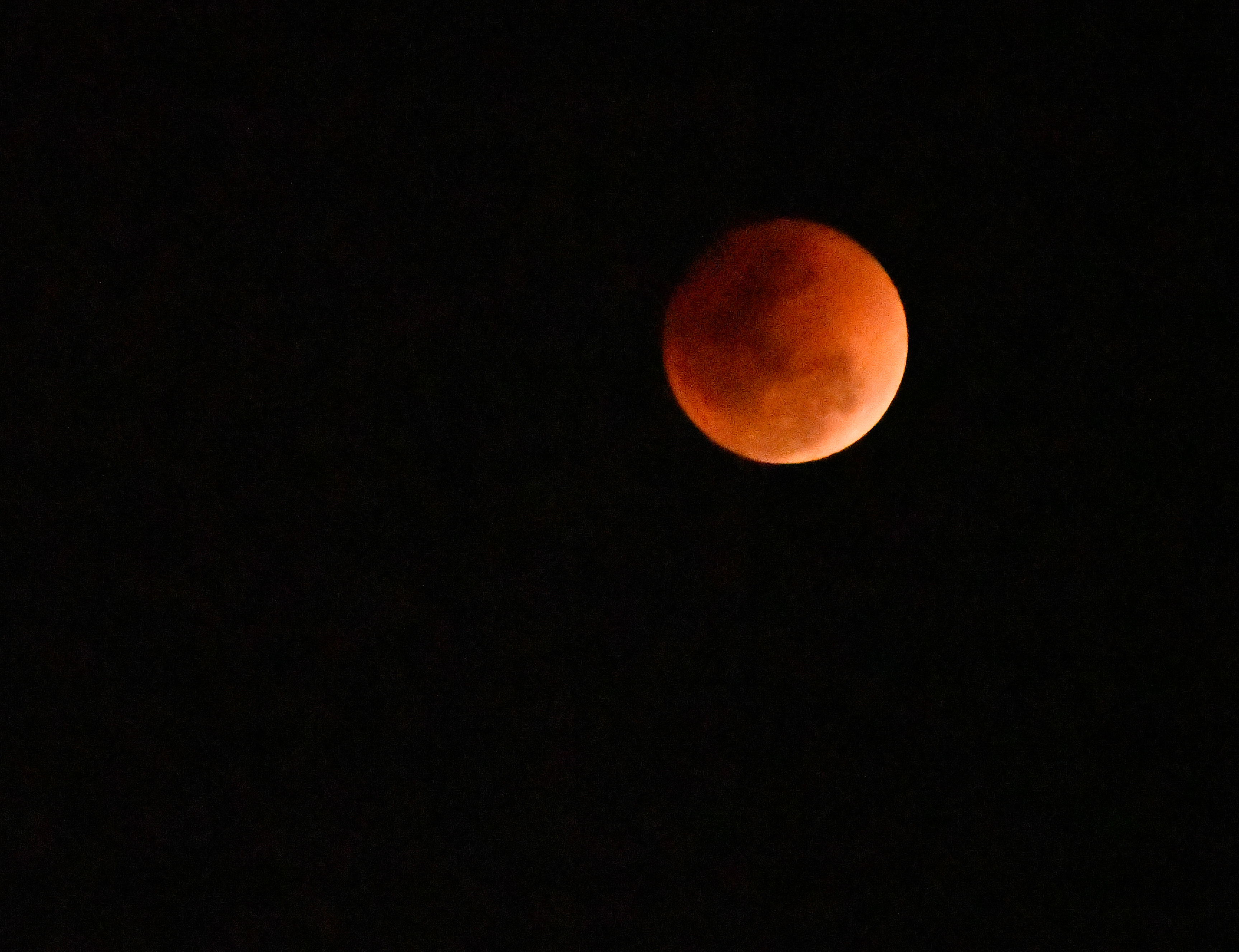
Керала, Индия, 14:03 UTC
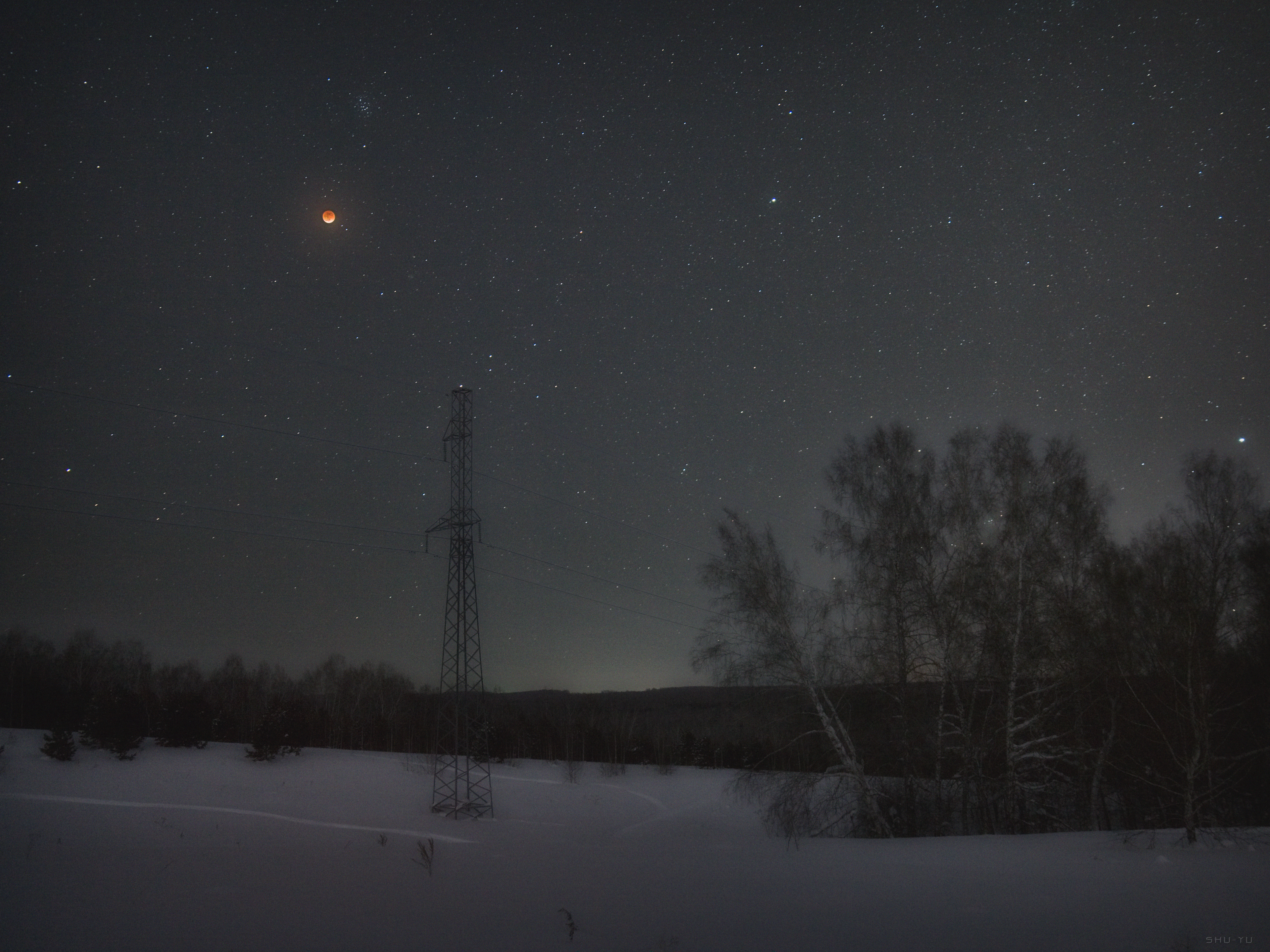
Новосибирск, Россия, 14:06 UTC
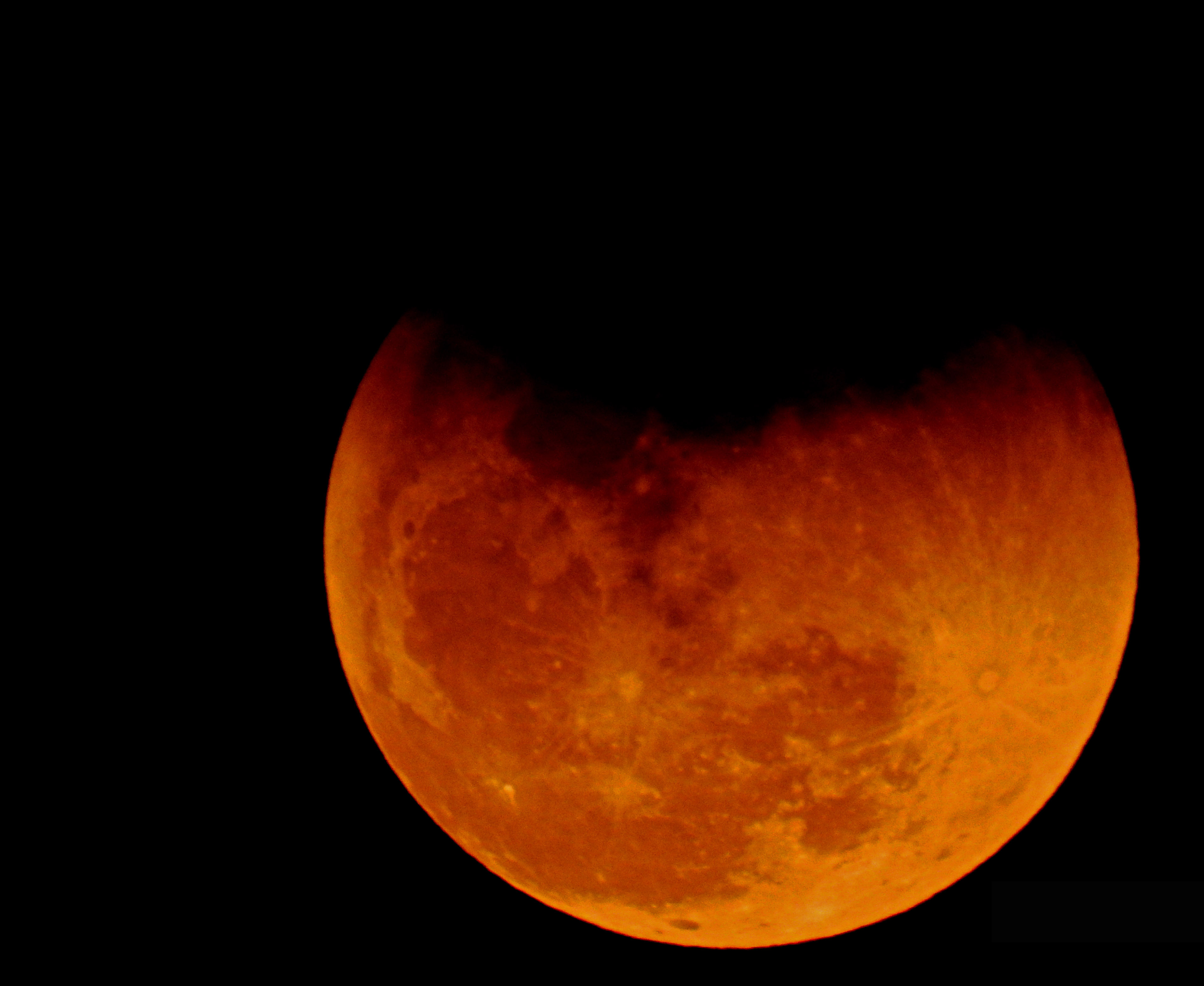
Кувейт, 15:03 UTC
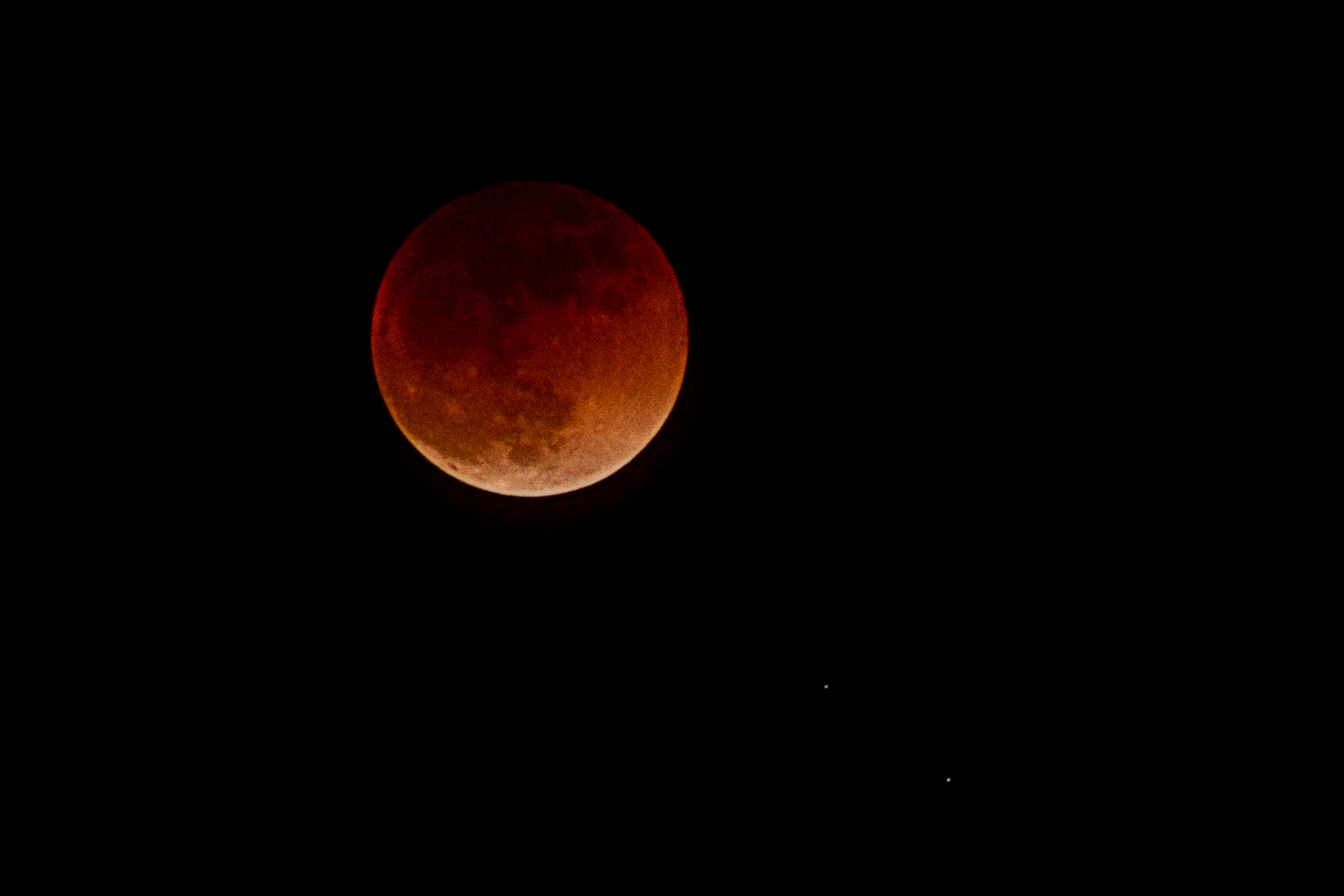
Дальний Восток России, предположительно Приморский край
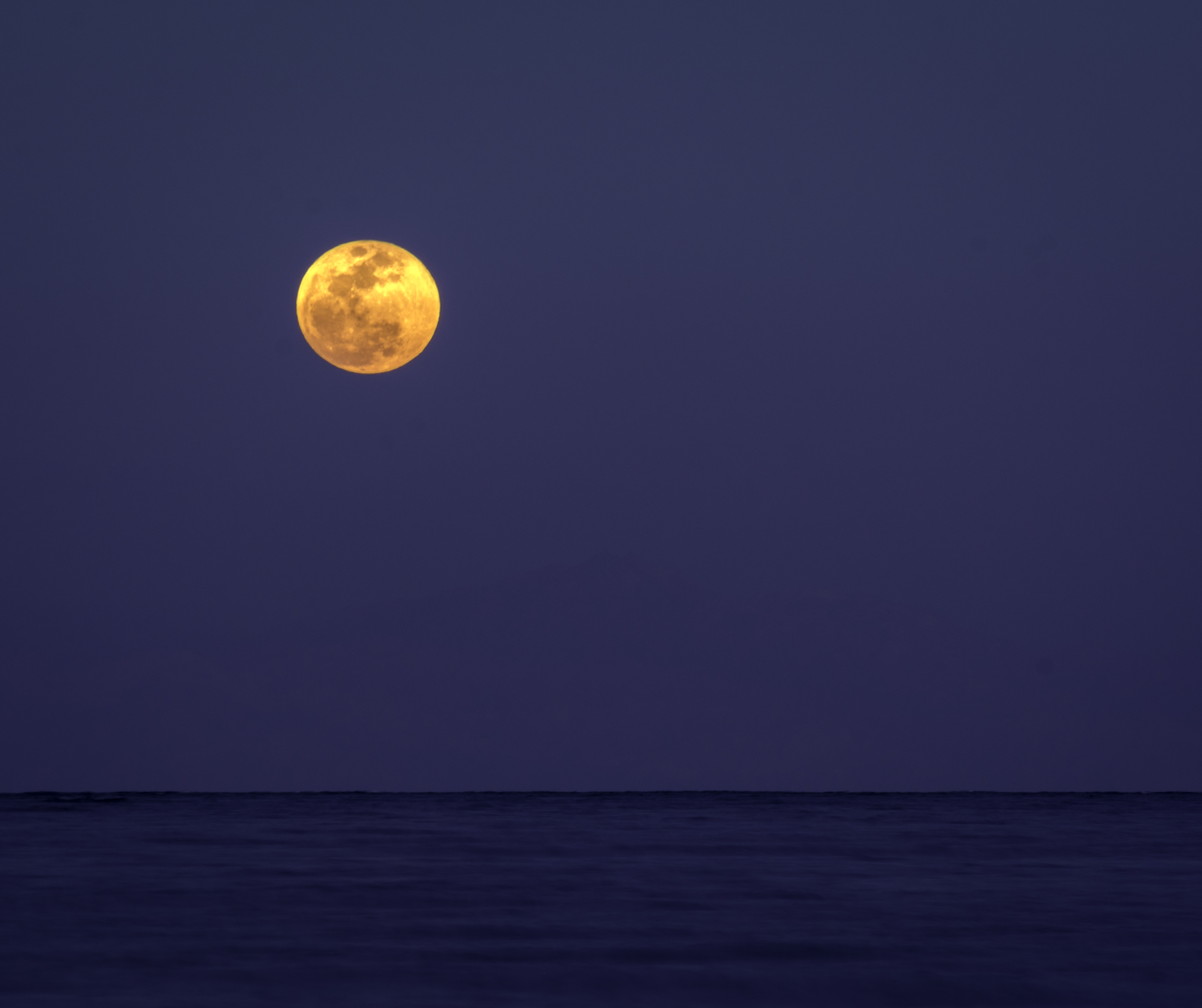
Египет
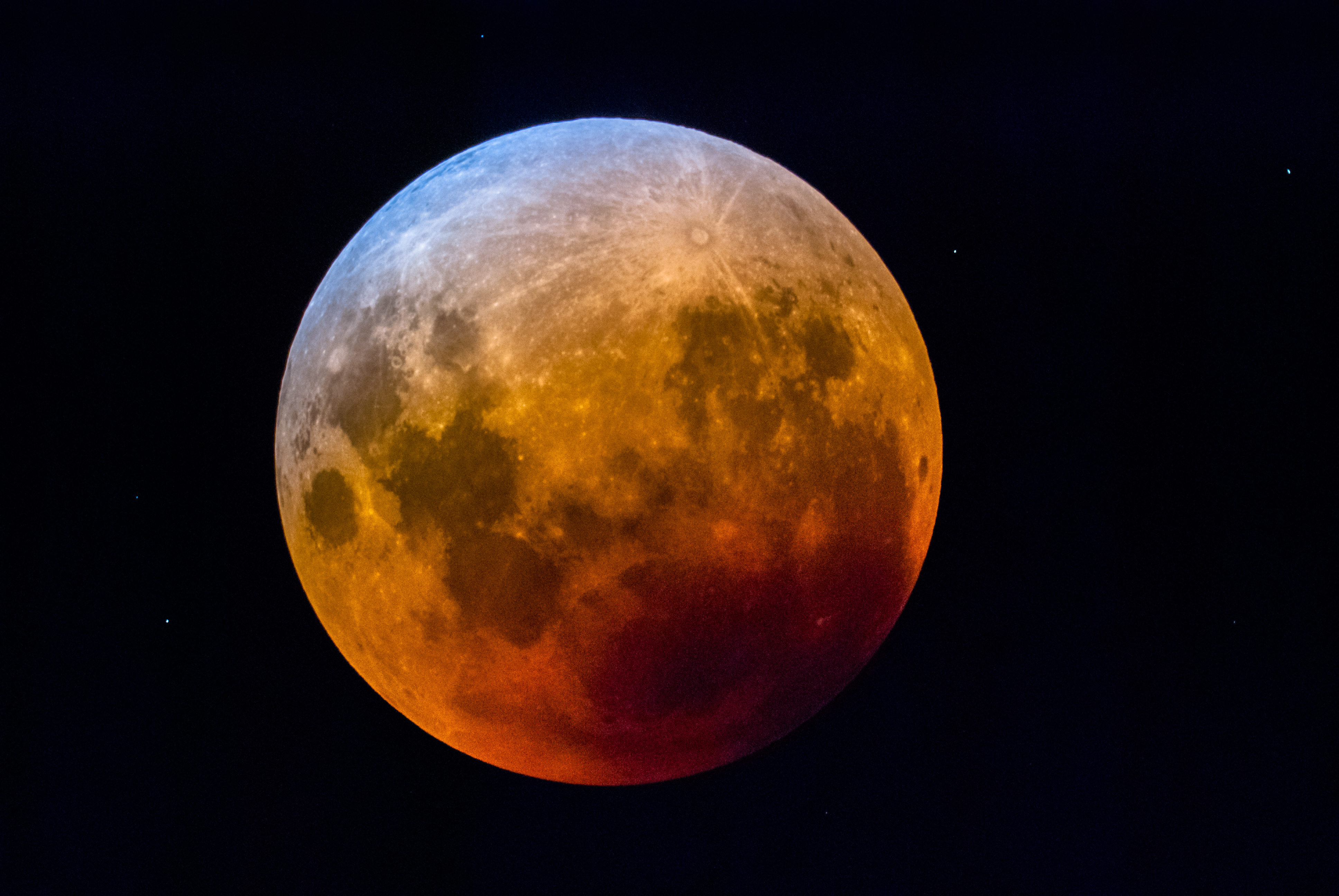
Мельбурн, Австралия